# Stabilità (metrologia)
La stabilità di una misura è la sua attitudine a mantenere costante il suo valore.
Le variazioni del valore letto possono essere discontinue, con direzioni e ampiezze casuali, oppure anche lente, continue e monodirezionali (chiamate comunemente derive). Le cause di queste variazioni possono essere diverse, ad esempio: scarsa qualità della strumentazione, presenza di perturbazioni ambientali, reali variazioni del misurando, ecc…
Normalmente in campo metrologico ci si riferisce a tre tipi di stabilità:
- stabilità della lettura;
- stabilità della misura (nel tempo);
- stabilità della strumentazione.

## Stabilità della lettura
La stabilità della lettura è l'attitudine di una misurazione a mantenere (durante il rilievo) il valore letto entro i limiti di risoluzione dello strumento. Questo concetto si sovrappone a quello di ripetibilità della misura.
Durante la lettura di una misura, specie con strumenti ad alta risoluzione, è comune riscontrare che il valore letto vari da istante in istante.
Se le variazioni sono discontinue, con direzioni e ampiezze casuali, si può cercare eventuali fonti di disturbo per cercare di eliminarle o ridurle; ma nel caso ciò non potesse essere possibile o non si avesse successo, ci si vedrebbe costretti a rivedere la risoluzione della misura o a tenere conto della presenza di un errore di ripetibilità.
Se le variazioni indicano una deriva, si può cercare un'eventuale grandezza d'influenza da stabilizzare, altrimenti, anche in questo caso,  si è costretti a tenere conto di un errore di ripetibilità dettato dalla deriva del valore letto.
In qualche caso, se la deriva ha caratteristiche sufficientemente stabili, è possibile fare misure ripetibili controllando la grandezza d'influenza; esempio: constatato che un dinamometro deriva in modo costante a seguito dell'applicazione di un carico, si possono ottenere misure ripetibili, leggendo il carico sempre dopo un preciso lasso di tempo dalla sua applicazione. Va comunque segnalato che la maggior parte della strumentazione necessita di un certo periodo di messa a regime, prima di eseguire una misura, a seguito dell'accensione o dell'applicazione del misurando, in alcuni casi è tenuta perennemente accese in un ambiente a temperatura e umidità controllata.

## Stabilità della misura nel tempo
È comune chiamare stabilità della misura l'attitudine di una misurazione a mantenersi di valore costante durante un lungo periodo. Tali considerazioni emergono dal monitoraggio di un misurando osservato nel tempo (a volte anche per anni).
Per tali tipi di misure, deve essere preventivamente curata la qualità della strumentazione utilizzata, in modo da assicurarsi che le variazioni lette nel tempo siano propriamente riferibili al misurando osservato.
Normalmente da queste misure emergono due tipi di fenomeni:
1. derive legate a qualche effetto che nel tempo varia le caratteristiche del misurando. Ad esempio, nel caso di misure su un utensile, l'usura meccanica che subisce durante il suo uso può evidenziarsi come una variazione continua di qualche parametro dimensionale.
2. improvvise variazioni delle caratteristiche del misurando dovute a cause accidentali. Ad esempio, nel caso di misure estensimetriche su una trave di un ponte, improvvise variazioni dello stress misurato può indicare il cedimento di una parte della struttura.

## Stabilità della strumentazione
La stabilità di uno strumento di misura è la sua attitudine a mantenere costanti le sue caratteristiche metrologiche.
Uno strumento ideale, una volta realizzato, dovrebbe mantenere le sue caratteristiche costanti. Nella realtà, per cause interne (es. deperimento e consumo dei componenti, difettosità nella realizzazione) o esterne (es. variazione delle condizioni ambientali, cattivo uso), la strumentazione varia le proprie caratteristiche metrologiche in maniera più o meno significativa.
Nella pratica, non si parla mai di “stabilità strumentale” in senso generico, ma ci si riferisce sempre a variazioni dettate da qualche grandezza d'influenza. Perciò il concetto di stabilità si sovrappone al concetto di riproducibilità dello strumento.
Comunemente, quando si parla di “stabilità” di uno strumento, senza specificare altro, si intende la stabilità delle sue caratteristiche nel lungo periodo (nota anche come deriva nel tempo). Quando invece ci si riferisce alla stabilità strumentale al variare di un'altra grandezza, è necessario specificare a quale grandezza ci si riferisce.
Tra le grandezze d'influenza più significative vi è la temperatura ambiente (da cui la stabilità in temperatura). Tra le specifiche della strumentazione è comune trovare informazioni relative alla deriva termica dello stesso. Queste informazioni sono importanti per determinare la parte dell'incertezza di misura associata alla variazione della temperatura ambientale.